# Liste der Monuments historiques in Lanildut
Die Liste der Monuments historiques in Lanildut führt die Monuments historiques in der französischen Gemeinde Lanildut auf.

## Liste der Bauwerke
| Bezeichnung | Beschreibung | Standort                | Kennzeichnung | Schutzstatus | Datum | Bild |
| ----------- | ------------ | ----------------------- | ------------- | ------------ | ----- | ---- |
| Haus        |              | 20, rue Rumorvan (Lage) | PA00090055    | Inscrit      | 1970  |      |